# Николаевский поселковый совет (Белопольский район)
Николаевский поселковый совет (укр. Миколаївська селищна рада) — входит в состав Белопольского района Сумской области Украины.
Административный центр поселкового совета находится в 
пгт Николаевка
.

## Населённые пункты совета
- пгт Николаевка
- с. Аркавское
- с. Бутовщина
- с. Веселое
- с. Гостинное
- с. Желобок
- пос. Зоряное
- пос. Калиновка
- с. Пащенково
- с. Самара
- с. Стрельцово
- с. Сушилино
- пос. Тимирязевка
- пос. Шевченковка

## Ликвидированные населённые пункты совета
- с. Вилки